# رالف كوفمان
رالف كوفمان هو رياضياتي ألماني، ولد في 4 أغسطس 1969 في بندورف في ألمانيا.